# Faro de Na Popis
El faro de Na Popis, también conocido como faro de Dragonera, fue un faro de ayuda a la navegación, actualmente desaparecido, en la isla Dragonera, en las Baleares.

## Datos generales
Baliz definitivo:1847
Autor:Antonio López 
División APB:MALLORCA 
Fecha entrada en servicio:1852 
Fecha deshabitado: 1910

## Historia
Comienza su funcionamiento como un faro de 3.er orden gran modelo. Tenía una apariencia de luz fija blanca variada por destellos cada 2 min, producidos por una óptica catadiótrica fija y tres lentes verticales giratoras externas. Se eligió el punto más elevado de la Isla Dragonera, a 360 m s. n. m. de altura, lo que le otorgó la singularidad de ser el faro de España construido a mayor altura sobre el nivel del mar. Esa exagerada elevación provocaba que frecuentemente la niebla entorpeciera su visibilidad desde el mar, lo cual motivó su apagado en 1910 para ser sustituido por otros dos faros construidos en cada uno de los extremos de la isla. El edificio estaba diseñado en varios niveles para aprovechar la pronunciada pendiente del lugar. Las continuas descargas eléctricas provocadas por las tormentas, los fortísimos vientos sufridos y el acusado aislamiento de sus habitantes, hacían de este destino uno de los más duros de todo el archipiélago. En la segunda década del siglo XX el edificio es entregado al Ministerio de Hacienda. El aparato óptico fue desmontado y remitido a Valencia para ser reutilizado en aquellas costas.